# Notophysis folchinii
Notophysis folchinii es una especie de escarabajo longicornio del género Notophysis, tribu Cacoscelini, orden Coleoptera. Fue descrita científicamente por Lameere en 1914.

## Descripción
Mide 29-51 milímetros de longitud.

## Distribución
Se distribuye por Kenia, Somalia y Zanzíbar.